# Нагірна-Якутська

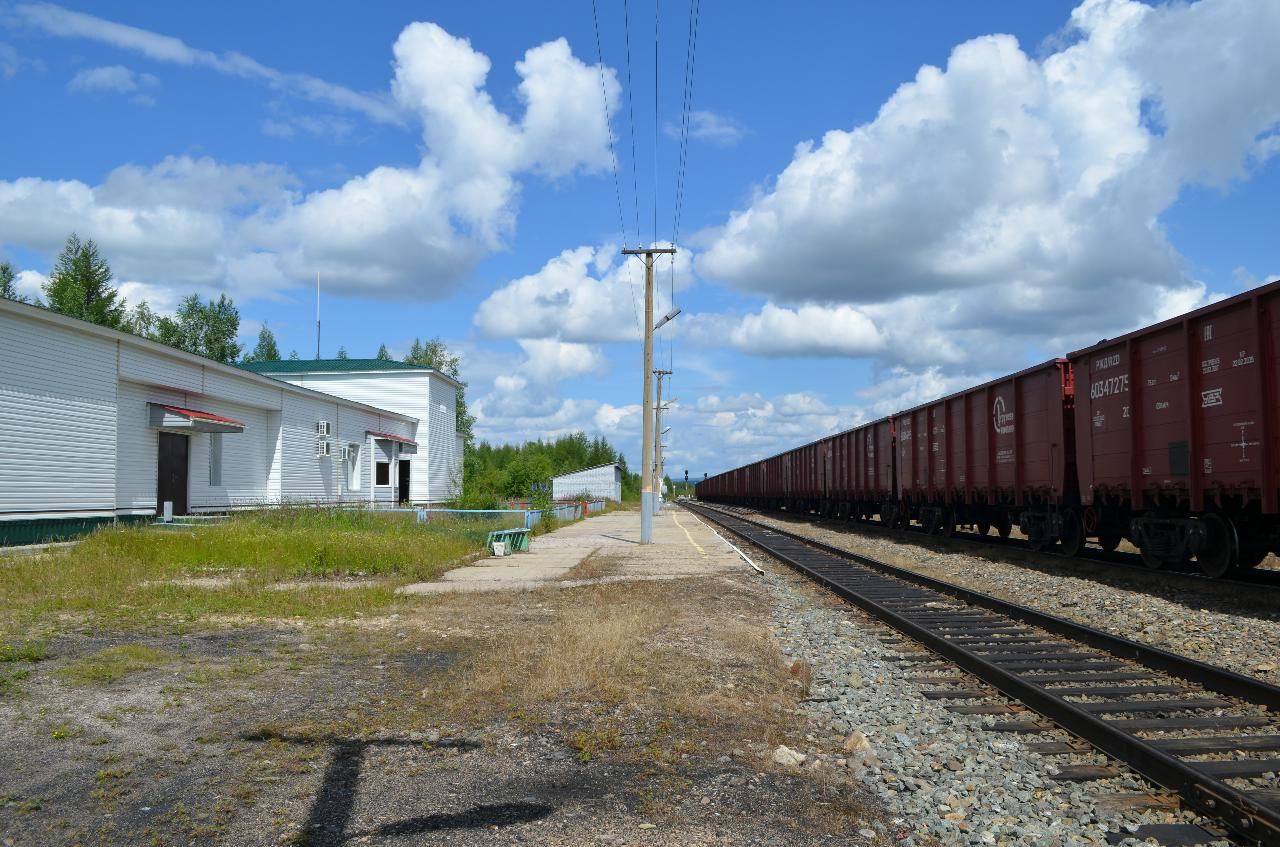

Нагірна-Якутська (рос. Нагорная-Якутская) — станція Тиндинського регіону Далекосхідної залізниці Росії, розташована на дільниці роз'їзд Бестужево — Нерюнгрі-Пасажирська між роз'їздами Якутський (відстань — 13 км) і Аям (20 км). Відстань до роз'їзду Бестужево — 93 км, до ст. Нерюнгрі-Пасажирська — 109 км; до транзитного пункту Тинда — 120 км.